# Randy Cunningham: Ninja Total
Randy Cunningham: 9th Grade Ninja (Randy Cunningham: Ninja Total en Hispanoamérica y España) es una serie animada de acción creada por Jed Elinoff y Scott Thomas (ex guionistas de Scooby-Doo! Mystery Incorporated) para Disney XD, Es producido por Titmouse y Boulder Media Limited. La mayoría de los personajes fueron diseñados por Jhonen Vasquez, el creador de Invasor Zim. La serie inició en Estados Unidos el 17 de septiembre de 2012 y Latinoamérica el 24 de noviembre de 2012. Finalizó el 27 de julio de 2015.
Se estrenó en España por Disney XD el 3 de junio de 2013.

## Sinopsis
Desde el siglo XIII, en la ciudad de Norrisville se elige a un ninja cada cuatro años, para que proteja a la ciudad de cualquier amenaza. En la actualidad Randy Cunningham es elegido ninja, por lo que atravesará muchas aventuras y combates ante villanos, en especial al Brujo (Hechicero) y al magnate Hannibal McFist.

## Personajes principales
- Randall "Randy" Cunningham (Ben Schwartz): Un chico de noveno grado que es elegido para ser el Ninja de la generación. Él y su amigo Howard aman los videojuegos. Randy intenta descubrir cosas nuevas sobre el traje del ninja con la ayuda del libro NinjaNomicon. Tiende a ser flojo e ignorar los consejos del NinjaNomicon, pero a la vez, es inteligente a la hora de resolver enigmas y gusto por las ciencias, él tiene Alektorofobia, que es el miedo a las gallinas, también tiene trastorno por déficit de atención con hiperactividad.

- Howard Weinerman (Andrew Caldwell): Es el mejor amigo de Randy. Él es un gran fan del Ninja en el primer episodio hasta que se entera de que Randy es el ninja. Es muy egoísta, perezoso, asqueroso y tiende a abusar de otras personas. A pesar de ser gordo, es fuerte, rápido y ágil. Cuando está bajo de los efectos del Norisu Nine se transforma en un ave demonio (Tengu).

## Personajes secundarios
- Heidi Weinerman (Cassie Scerbo): La hermana mayor de Howard, y la presentadora de "#1 Me-Cast: Heidi@School!" Es alta, bella, popular y en la vanguardia de casi todo. En 30 Seconds to Math está demostrado que es una cantante muy talentosa. A menudo se confunde el nombre de Randy con Andy, Mandy, Sandy, etc.

- Bash Johnson (David Witterberg): Es el hijastro de McFist y el típico abusador de la escuela. Es muy poco inteligente y tiende a bromear a la gente. En un capítulo, la escuela creyó que era el ninja.

- Bucky Hansletter (Scott Menville): Es un estudiante que casi siempre es víctima de burlas, especialmente de Bash. Es miembro de la banda escolar tocando el triángulo(cree que es el más importante de este). A la vez, siempre cae bajo los poderes del hechicero.

- Irvin Slimovitz, conocido como Director Delgadillo en Latinoamérica (Jim Rash): Es el director de la preparatoria de Norrisville, tiene mala suerte, debido a que cada vez que ocurre un ataque, su auto es destruido de cualquier manera.

- Teresa Fowler (Sarah Hyland): Es una estudiante que practica bastones de giro. También es una víctima fácil del hechicero. Está enamorada de Randy, él ya lo sabe, pero por su situación de ninja, no quiere llevar la relación a cabo.

- Julian (Dee Bradley Baker): Es un chico gótico que utiliza ropa con rasgos de vampiro. Siente admiración hacia la tortura y a la muerte, pero a la hora del combate, es un cobarde total.

- Morgan (Kari Wahlgren): Es una estudiante que es líder del Dancing Fish de género hip hop. Casi nunca muestra emoción alguna ante cualquier situación.

- Flute Girl, conocida como Chica Flautista en Latinoamérica (Grey DeLisle): Es una estudiante nerd, con frenillos y miembro de la banda escolar. Suele ser usada por el hechicero.

- Debbie Kang (Piper Curda): Es una estudiante que se le destaca por su inteligencia, como el saber español y el la periodista escolar de la preparatoria. En secreto busca saber quien es el ninja.

- Marlene Driscoll (Megan Mullally): Es la maestra de ciencias de la preparatoria, parece estar mentalmente inestable, ya que practica un pésimo ventrilocuismo con el esqueleto de su esposo Jerry Driscoll.

## Antagonistas
- The Sorcerer, conocido en España como El Brujo y en Latinoamérica como El Hechicero (Tim Curry) 1° Temporada (Ben Cross) 2° Temporada: El principal antagonista de la serie. El Hechicero es el mal que quiere destruir el Ninja. Este maestro de una sola vez de las artes oscuras fue sellado por el Norisu Nine hace 800 años bajo la tierra, pero en el actual, Norrisville High School fue construida sobre su lugar de entierro y él volvió a despertar. Con el fin de escapar, crea monstruos a partir de estudiantes con emociones negativas para expandir el caos y así alimentarse de poder.

- Hannibal McFist (John DiMaggio): Es un secuaz del "Hechicero" y dueño de Industrias McFist, es casi el dueño de Norrisville, ya que casi todos los productos de la ciudad son hechos en sus empresas. Al ser secuaz del Hechicero, ve la forma de deshacerse del ninja, ya que si lo logra, el hechicero le dará el superpoder que desee. Randy era fan de este, hasta que se dio cuenta de que era malvado, sin embargo, solo lo odia siendo el ninja. Lo que más resalta de él es que perdió su brazo derecho en un accidente desconocido y lo reemplazó con uno de robot (probablemente hecho por su ayudante Viceroy) que tiene su propio cerebro, le teme a los payasos.

- Willem Viceroy III (Kevin Michael Richardson): Es un científico malvado y el ayudante de McFist. Es algo afeminado y lo que más desea es que la gente lo aprecie por su intelecto. Él es el responsable de todos los robots extraños que atacan al Ninja. A menudo cuando inventa algo McFist le presume que fue idea suya.

- La Hechicera (Jennifer Tilly): Una malvada bruja que solo hace su aparición en dos episodios. Es una maestra de las artes oscuras con apariencia y poderes similares al Hechizero. Se conocieron luego de que los dos atacaran la misma aldea y se volvieron equipo. Fue desterrada a tierras desconocidas por el Norisu Nine. Logró escapar tiempo después ocultándose en la forma de una hermosa estudiante con el fin de liberar al Hechicero. Randy la desterró otra vez a las tierras oscuras.

## Hiatus y posible secuela
El 27 de julio de 2015, el día del final de temporada de Randy Cunningham Ninja Total, la cuenta oficial de la empresa Titmouse Inc. confirmó que no seguirá en el proyecto junto a la productora Boulder Media, debido a que se trabajará en otros proyectos por separado, por lo tanto no habrá tercera temporada.
Sin embargo, los derechos de producción fueron transferidos para Walt Disney Animation y la productora surcoreana Rough Draft Studios para continuar la serie en un futuro. Los creadores Jed Elinoff y Scott Thomas, ya se encuentra trabajando en otro proyecto de Disney Channel (Best Friends Whenever) pero dijeron que la serie no se ha confirmado como descontinuado y puede ser posible que se decida seguir la serie de otra forma, en este caso una secuela (Randy Cunningham: 10th Grade Ninja). Pero nada ha sido confirmado aún más que no se ha cancelado.
Debido a la llegada de Disney+, se está especulando en un futuro el regreso de la serie animada, pero se desconocen si sería una secuela, una tercera temporada o una película para cerrar la serie.

## Reparto
| Personaje                            | Actor de voz                                  | Actor de doblaje argentino | Actor de doblaje españa |
| ------------------------------------ | --------------------------------------------- | -------------------------- | ----------------------- |
| Randall "Randy" Cunningham           | Ben Schwartz                                  | Facundo Reyes              | Sergio García Marín     |
| Howard Weinerman                     | Andrew Caldwell                               | Gabriel Ramos              | Jesús Barreda           |
| The Sorcerer/ El Hechicero/ El Brujo | Tim Curry (temp. 1) Ben Cross (desde temp. 2) | Lucas Medina               | Juan Lombardero         |
| Hannibal McFist                      | John DiMaggio                                 | Carlos Romero Franco       | Vicente Gil             |
| Willem Viceroy III                   | Kevin Michael Richardson                      | Julián Pucheta             | Eduardo Bosch           |